# Charis virido
Charis virido är en fjärilsart som beskrevs av Rebillard 1958. Charis virido ingår i släktet Charis och familjen Riodinidae. Inga underarter finns listade i Catalogue of Life.